# أنكش
أنكش هي خدمة مقدمة من أوراسكوم تيليكوم وهي بوابة العالم العربي على الإنترنت، من خلالها تصل إلى كل ما هو عربي أو يرتبط بالعرب وو هو يضمن قائمة عريضة من المواقع التي تخص العرب سواء كانت باللغة العربية أو الإنجليزية أو الفرنسية ويعتمد على تقنيات لغوية متقدمة حديثة تضمن الحصول على أفضل النتائج لكلمات البحث محل السؤال من صفحات الإنترنت.
أُنكش هو الباحوث (محرك البحث) العربي الحقيقي الوحيد فهو يعرف ما يريده المستخدم العربي على الإنترنت ويقدم خدمات مختلفة تسهل البحث العربي. أحد الخدمات المقدَمة هي لوحة المفاتيح العربية وخدمة أخرى هي «بالعربي». أنكش أيضاً يجلب نتائج عربية متنوعة من الويب والصور والمدونات والملفات والمنتديات والأخبار والدليل العربي.
حاليا أنكش يقدم خدمات بحثية متعددة منها:
البحث في الويب - خدمة البحث العام في المواقع ذات الصلة العربية بشكل خاص وكذلك في مئات الآلاف في المواقع على الإنترنت بشكل عام.
البحث في الصور - خدمة تضمن الحصول على الصور من أكثر المواقع التي تخص أو يستخدمها العالم العربي.
البحث في المدونات - أصبحت المدونات في الوقت المعاصر من أكثر ما يهم الإنسان العربي فمنها يجد متنفس لإطلاق الأفكار والمشاركة البناءة. من خلال هذه الخدمة الخاصة تعرف على آلاف المدونات العربية وأشهرها وما تدونه لحظة بلحظة.
البحث في الأخبار - خدمة جديدة تقدم من أنكش من خلالها يتم تجميع الأخبار العربية من مصادر متنوعة. تضمن هذه الخدمة سرعة إتاحة الأخبار على صفحات وإمكانية البحث عنها مع أنكش في خلال دقائق معدودة منذ نشرها. بل ويتم كذلك تجميع المقالات الإخبارية المتشابهة سويا بالإضافة إلى تصنيفها فوريا في فئاتها المناسبة لتسهل على مستخدمي أنكش سرعة الوصول إلى الخبر.

البحث في المنتديات - من خلال هذه الخدمة المتخصصة للمنتديات العربية أو ذات الصلة، يمكنك أن تبحث عما تريده في ملايين من المواضيع والردود التي يشارك فيها مستخدمي المنتديات. لاحظ أن نتائج البحث في المنتديات مع أنكش تمنحك الوصول بشكل مباشر للموضوع أو الرد الذي يحوي أنسب النتائج لكلمات البحث وليس فقط الذهاب إلى صفحة الموضوع.
البحث في الملفات - من أحدث خدمات أنكش يمكنك من خلالها البحث عن الأغاني والفيديو كليب والبرامج وتطبيقات الهاتف المحمول التي تضاف إلى المنتديات العربية المختلفة وكذلك في المواقع الموسيقية المتخصصة. أيا كان بحثك عن أحدث الملفات، فقط استمتع بالتجربة الحصرية لأول مرة على الإنترنت مع بحث أنكش في الملفات.
البحث في الدليل العربي - خدمة البحث في مواقع الدليل العربي، وهو أكبر أشهر دليل مصنف بشريا على الإنترنت.
Onkosh Mobile هو نسخة مصغرَة مخصصة للهواتف المحمولة.